# Madeleine Kelly
Madeleine Kelly (* 28. Dezember 1995 in Hamilton) ist eine kanadische Mittelstreckenläuferin, die sich auf die 800-Meter-Distanz spezialisiert hat.

## Sportliche Laufbahn
Erste Erfahrungen bei internationalen Meisterschaften sammelte Madeleine Kelly im Jahr 2021, als sie sich im 800-Meter-Lauf für die Olympischen Sommerspiele in Tokio qualifizierte und dort mit 2:02,39 min in der ersten Runde ausschied. Im Jahr darauf startete sie bei den Hallenweltmeisterschaften in Belgrad und kam dort mit 2:02,0 min nicht über den Vorlauf hinaus. Mitte Juni siegte sie in 2:02,22 min beim Vancouver Sun Harry Jerome International Track Classic und anschließend schied sie bei den Weltmeisterschaften in Eugene mit 2:02,71 min in der ersten Runde aus. Kurz darauf startete sie bei den Commonwealth Games in Birmingham und verpasste dort mit 2:02,99 min den Finaleinzug. 2023 schied sie bei den Weltmeisterschaften in Budapest mit 2:04,72 min in der Vorrunde aus und im Jahr darauf kam sie bei den Hallenweltmeisterschaften in Glasgow mit 2:06,95 min ebenfalls nicht über den Vorlauf hinaus.
In den Jahren 2019, 2022 und 2023 wurde Kelly kanadische Meisterin im 800-Meter-Lauf.

## Persönliche Bestzeiten
- 800 Meter: 1:59,71 min, 11. Juni 2021 in Portland
  - 800 Meter (Halle): 2:00,11 min, 11. Februar 2022 in Boston
- 1000 Meter: 2:40,19 min, 13. März 2021 in Victoria
  - 1000 Meter (Halle): 2:37,79 min, 8. Februar 2019 in Boston